# Liste in Kenia vorhandener Dampflokomotiven
Dies ist eine Liste erhaltener Dampflokomotiven auf dem Gebiet von Kenia.
Seit 1896 wurden Eisenbahnen am Gebiet des heutigen Kenia in Meterspur gebaut. Alle erhaltenen Dampflokomotiven stammen aus dieser Ära. Seit 2017 existiert in Kenia ein Normalspurnetz. Für dieses Netz wurden bisher ausschließlich Diesellokomotiven beschafft.

## Schmalspurlokomotiven 1000 mm Spurweite
| Foto | Nummer oder Name           | Bauart / Achsfolge | Hersteller               | Fabrik- nr. | Baujahr | Historie                                                 | Eigentümer / Betreiber / Strecke | Standort                                                 | Bemerkungen                      |
| ---- | -------------------------- | ------------------ | ------------------------ | ----------- | ------- | -------------------------------------------------------- | -------------------------------- | -------------------------------------------------------- | -------------------------------- |
|      | 327                        | 1’C1 t             | Vulcan Foundry           | 3928        | 1927    | Klasse ED1, ex Kenya and Uganda Railways (KUR), EAR 1127 |                                  | Eisenbahnmuseum Nairobi (Uhuru gardens?)                 | [ 1 ]                            |
|      | 87 Karamoja                | (2’D2’)(2’D2’)     | Beyer, Peacock & Company | 6974        | 1940    | KUR-Klasse EC3, EAR-Klasse 57 Nr. 5711                   |                                  | Eisenbahnmuseum Nairobi (Uhuru gardens?)                 | [ 2 ]                            |
|      | 2401                       | 1’D                | Vulcan Foundry           | 3584        | 1922    | Klasse EB3, ex KUR ex 2412                               |                                  | Eisenbahnmuseum Nairobi (Uhuru gardens?)                 | [ 3 ]                            |
|      | 2409                       | 1’D                | Vulcan Foundry           | 3581        | 1922    | Klasse EB3, ex KUR                                       |                                  | Eisenbahnmuseum Nairobi                                  | betriebsfähig                    |
|      | 5505                       | (2’D1)(1’D2)       | Beyer, Peacock & Company | 7157        | 1945    | Klasse GB, ex KUR                                        |                                  | Eisenbahnmuseum Nairobi (Uhuru gardens?)                 | [ 5 ]                            |
|      | 393                        | 1’C2 t             | Nasmyth Wilson & Co.     | 1011        | 1911    | Klasse EE, ex KUR, EAR 1003                              |                                  | Nairobi, Jumhuri (Jamhuri?) Park                         | älteste Dampflokomotive in Kenia |
|      | 301                        | 1’D                | Beyer, Peacock & Company | 6129        | 1923    | Klasse DL, ex Tanganyika Railway, EAR 2301               |                                  | Eisenbahnmuseum Nairobi (Uhuru gardens?)                 | [ 7 ]                            |
|      | 2921 Masai of Kenya        | 1’D1               | North British            | 27436       | 1955    | Tribal-Klasse, ex East African Railways (EAR)            |                                  | Eisenbahnmuseum Nairobi (Uhuru gardens?)                 | [ 8 ]                            |
|      | 3020 Nyaturu               | 1’D2               | North British            | 27466       | 1956    | Tribal-Klasse, ex EAR                                    |                                  | Eisenbahnmuseum Nairobi                                  | betriebsfähig                    |
|      | 3123 Bavuma                | 1’D2               | Vulcan Foundry           | 6254        | 1955    | Tribal-Klasse, ex EAR                                    |                                  | Eisenbahnmuseum Nairobi (Uhuru gardens?)                 | [ 10 ]                           |
|      | 5918 Mount Gelai           | (2’D1’)(1’D2’)     | Beyer, Peacock & Company | 7649        | 1955    | Mountain-Klasse, ex EAR-Klasse 59                        |                                  | Eisenbahnmuseum Nairobi                                  | betriebsfähig                    |
|      | 5930 Mount Shengena        | (2’D1’)(1’D2’)     | Beyer-Peacock            | 7702        | 1955    | Mountain-Klasse, ex EAR-Klasse 59                        |                                  | Eisenbahnmuseum Nairobi (Uhuru gardens?)                 | [ 12 ]                           |
|      | 6006 Sir Harold MacMichael | (2’D1’)(1’D2’)     | Société Franco-Belge     | 2988        | 1953    | Governor-Klasse, ex EAR                                  |                                  | Eisenbahnmuseum Nairobi (Uhuru gardens?)                 | [ 13 ]                           |
|      | Hugh F Marriott            | B n2t              | WG Bagnall               | 3013        | 1951    | ex Magadi Soda Company                                   |                                  | Denkmal vor der Nairobi railway station (Uhuru gardens?) | [ 14 ]                           |